# Tomáš Chrenek
Tomáš Chrenek (* 26. července 1963 Nitra) je český podnikatel slovenského původu. Podle časopisu Forbes byl v roce 2024 nejbohatším Slovákem s majetkem v hodnotě 2 miliardy eur. V žebříčku nejbohatších Čechů podle časopisu Forbes se v roce 2024 umístil na jedenáctém místě, patřil také mezi české dolarové miliardáře. Jeho majetek podle Forbes oproti roku 2023 stoupl o 26,2 miliard korun na celkových 47,2 miliardy korun.
Chrenek je spolumajitelem holdingu Moravia Steel, vlastnícího Třinecké železárny  a majitelem zdravotnické skupiny AGEL.

## Životopis
Vystudoval Vysokou školu ekonomickou v Bratislavě. V 80. letech získal jako obchodník zkušenost v oboru hutnictví, když pracoval v PZO Kerametal jako vedoucí obchodního referátu. Socialistický Kerametal, kde působil, se zabýval dovozem železné rudy ze Sovětského svazu. Po revoluci studoval na Vysoké škole báňské. Spolu s několika kolegy založil firmu Cosmotrade pracující na stejném konceptu jako socialistický Kerametal. Firma svoje služby rozšířila o československý trh, kam dodávala železo a hutnické výrobky.
V roce 1996 Chrenek přišel do Třineckých železáren jako generální ředitel. Když přišlo na jejich privatizaci, šla do kupónové privatizace pouze část a zbytek se prodával přímo. Důvody pro toto rozhodnutí nejsou známy. Na přelomu let 1995 a 1996 koupila 51 % akcií firma Moravia Steel za 2,64 miliard korun. Firma údajně vznikla jen pro účel nákupu podílu v železárnách. Předsedou představenstva Moravia Steel byl Tomáš Chrenek, který v této době působil ve firmě pouze jako manažer. Tehdy vypukl skandál kvůli falešným sponzorům ODS. Ta dostala pod falešnými jmény patnáct milionů korun od lidí, kteří se podíleli na privatizaci Třince. Jeden z odhalených dárců, Milan Šrejber, pak z vlastnických struktur železáren odešel a svůj podíl prodal právě Chrenkovi a jeho partnerům – slovenským obchodníkům Lubomíru Blaškovi, Jánu Moderovi a Evženu Balkovi. Posledním z pětice hlavních majitelů Třineckých železáren je Ivo Dubš z Brna.[zdroj?]
V roce 2004 začal Chrenek investovat do zdravotnictví, jeho skupina Agel je největším privátním provozovatelem zdravotnických zařízení ve střední Evropě. Součástí skupiny je 35 zdravotnických a dalších zařízení (lékárny, laboratoře, výroba léčiv, vlastní střední zdravotní škola) a má celkem 16 tisíc zaměstnanců.  Hodnota společnosti AGEL byla v roce 2024 oceněna na 1,6 miliardy eur. Chrenek je předsedou dozorčí rady této skupiny. Chrenek také stojí za společností Pura Vida, která v roce 2010 koupila za 233 milionů Kč bývalý vládní zámek v Praze-Kolodějích. V letech 2014–2023 byl členem správní rady soukromé vysoké školy CEVRO Institut.[zdroj?]
Chrenek je známý svými vazbami na politiky. Byl například podporovatelem nadace Becario někdejšího premiéra a šéfa ODS Mirka Topolánka. Ve firmě Moravia Energo byl v minulosti jeho společníkem bývalý náměstek ministra průmyslu Robert Sýkora (ČSSD). V roce 2007 Sýkorův podíl v Moravia Energo koupil bývalý premiér Stanislav Gross, který na nich během několika měsíců vydělal 80 milionů korun. V roce 2012 dal Chrenek bývalému ministru financí Janu Fischerovi miliony korun na prezidentskou kampaň.

## Soukromí
Z prvního manželství má syna Tomáše (* 1986) a dceru Lucii (* 1992). V roce 2003 se podruhé oženil s tiskovou mluvčí Třineckých železáren a vicemiss Slovenska z roku 1999, Dušanou Fridrichovou (* 27. srpna 1975 Nitra). Dušana Chreneková, působí v dozorčí radě AGEL, a. s., a v Nadaci Agel.[zdroj?]
Jeho rezidencí je zámek Koloděje v Praze. Miluje lov zvěře, označuje se za myslivce a vlastní rozsáhlé honitby. Sbírá historické relikvie a dýmky. Má rád kubánské doutníky a pravidelně hraje tennis. 
Na rodném Slovensku je honorárním konzulem Kostariky.